# La Perrière, Orne
La Perrière je občina v departmaju Orne severozahodne francoske regije Normandija. Leta 1999 je imel kraj 291 prebivalcev.